# Acianthera rostellata

Acianthera rostellata é  uma espécie de orquídea (Orchidaceae) originária dos estados de Minas Gerais e Espírito Santo,  Brasil, antigamente subordinada ao gênero Pleurothallis. Trata-se de pequena planta reptante, com folhas paralelas ao substrato, mais ou menos do porte e aparência da Acianthera recurva, porém com folhas mais acanoadas, mais duras, e levemente cordiformes, com superfície áspera intensamente rugosas ou verrucosa, e inflorescência curta com cerca de três flores creme miudamente pintalgadas de púrpura.

## Publicação e sinônimos
- Acianthera rostellata (Barb.Rodr.) Luer, Monogr. Syst. Bot. Missouri Bot. Gard. 95: 254 (2004).

Sinônimos homotípicos:
- Pleurothallis rostellata Barb.Rodr., Gen. Spec. Orchid. 1: 12 (1877).